# Fontaines (Neuchâtel)
Pour les articles homonymes, voir Fontaines.
Fontaines est une localité et une ancienne commune suisse du canton de Neuchâtel, située dans la région Val-de-Ruz. Outre le chef-lieu situé au fond de la vallée, la commune englobait également deux enclaves en montagne, dont le col de la Vue des Alpes.
Situé entre Neuchâtel et La Chaux-de-Fonds, au centre du Val-de-Ruz, ce village abrite environ 1 200 habitants (680 en 1991).

## Histoire
Son histoire est très ancienne puisqu'elle abrite une ancienne villa romaine, cependant Fontaines apparaît pour la première fois sur les cartes en 1228 sous le nom de Fontanes (sources), en raison des nombreuses sources présentes sur le territoire communal.
Le 1er janvier 2013, elle a fusionné avec les anciennes communes de Boudevilliers, Cernier, Chézard-Saint-Martin, Coffrane, Dombresson, Engollon, Fenin-Vilars-Saules, Fontainemelon, Les Geneveys-sur-Coffrane, Les Hauts-Geneveys, Montmollin, Le Pâquier, Savagnier et Villiers pour former la nouvelle commune de Val-de-Ruz.

## Géographie
Selon l'Office fédéral de la statistique, Fontaines mesurait 10,14 km2. 7,5 % de cette superficie correspond à des surfaces d'habitat ou d'infrastructure, 63,3 % à des surfaces agricoles, 28,6 % à des surfaces boisées et 0,6 % à des surfaces improductives.

## Démographie
Selon le recensement annuel de la population, Fontaines comptait 1 111 habitants fin 2022. Sa densité de population atteint 110 hab./km2.
Le graphique suivant résume l'évolution de la population de Fontaines entre 1850 et 2009 :

## Monuments et curiosités
L'église réformée Saint-Maurice de style gothique tardif présente un beau voûtement sur croisées d'ogives dans son chœur daté de 1530. Des inscriptions bibliques peintes remontent à 1680.